# Łukasz Nowak
Łukasz Nowak (ur. 18 grudnia 1988 w Poznaniu) – polski lekkoatleta, chodziarz.

## Osiągnięcia
Zawodnik AZS Poznań jest pięciokrotnym medalistą mistrzostw kraju w chodzie na 50 kilometrów. Na tym samym dystansie zajął 8. miejsce podczas mistrzostw Europy (Barcelona 2010). Zajął 11. lokatę na uniwersjadzie w 2011 (Chód na 20 kilometrów) oraz 6. miejsce w chodzie na 50 km na Igrzyskach Olimpijskich w Londynie w 2012 roku. W 2013 był siódmy w chodzie na 50 kilometrów podczas mistrzostw świata w Moskwie.

## Rekordy życiowe
- chód na 5000 metrów (hala) – 19:13,08 s. (23 lutego 2014, Sopot) – 4. wynik w historii polskiej lekkoatletyki[1]
- chód na 20 kilometrów – 1:20:48 (20 kwietnia 2013, Zaniemyśl) – 9. wynik w historii polskiej lekkoatletyki[2]
- chód na 50 kilometrów – 3:42:47 (11 sierpnia 2012, Londyn) – 4. wynik w historii polskiej lekkoatletyki[2]